# Apple M7
Der Apple M7 ist ein Koprozessor zur Sensordatenerfassung des US-amerikanischen Unternehmens Apple Inc. Er kann Daten verschiedener Bewegungssensoren eines mobilen Gerätes stromsparend und unabhängig von einer Haupt-CPU erfassen und aufbereiten.

## Funktion

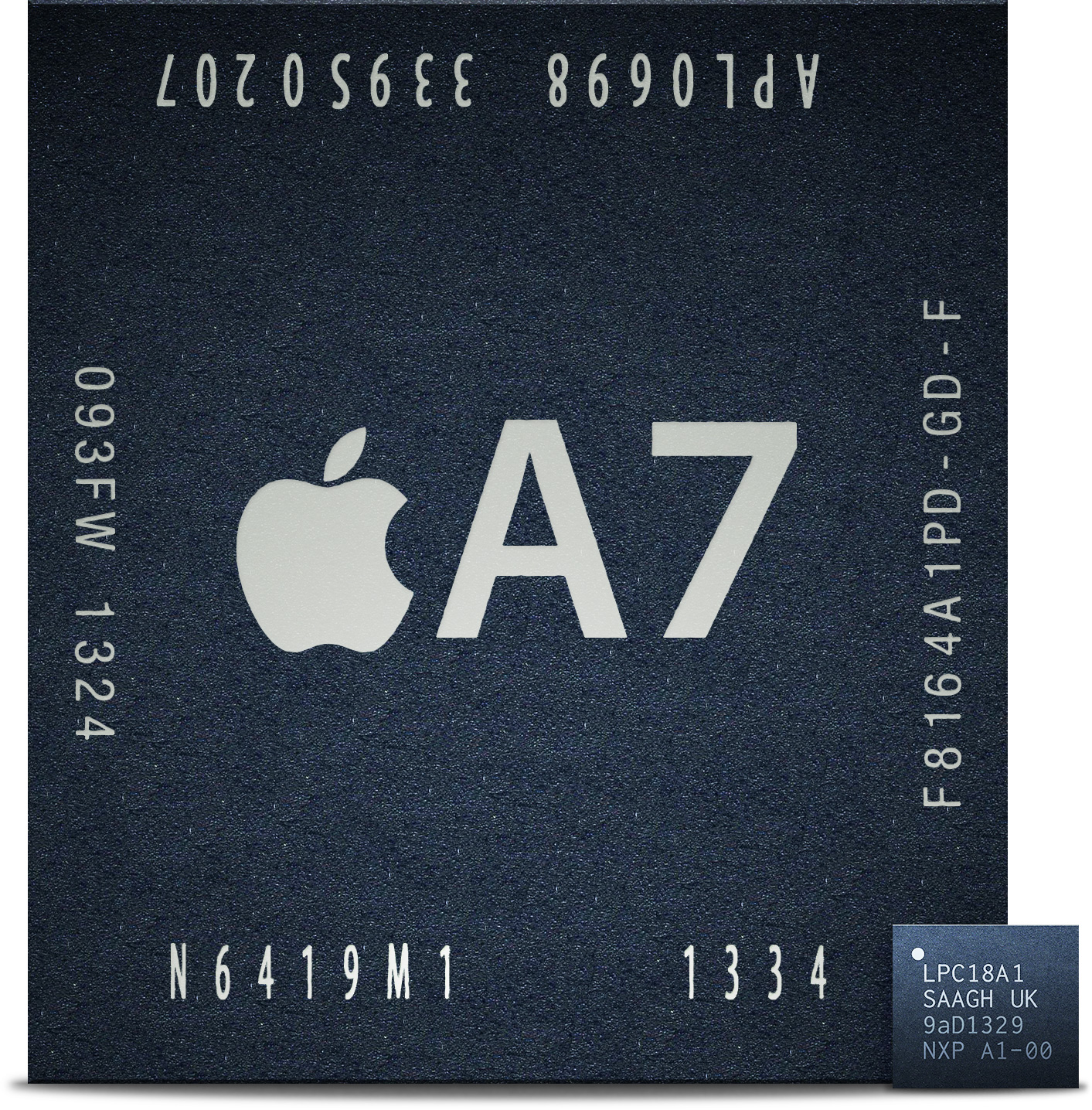
Chipgrößenvergleich mit dem weit größeren A7-Chip

Der M7 kann die Daten der Bewegungssensoren erfassen, aufbereiten und zwischenspeichern, selbst wenn sich ein Gesamtgerät im stromsparenden Ruhezustand befindet. Anwenderprogramme können dann zu einem späteren Zeitpunkt diese Daten abfragen. So wird die durchschnittliche Leistungsaufnahme reduziert und die Batterielaufzeit verlängert.
Mit der Datenaufbereitung werden auch Informationen über die Art der Bewegung ermittelt, wie beispielsweise Gehen, Laufen oder Fahren.

## Technik
Der Chip mit dem Codenamen Oscar arbeitet mit einer Arm Cortex-M3-CPU. Er basiert auf einem Microcontroller des niederländischen Halbleiterherstellers NXP Semiconductors und trägt die Bezeichnung LPC18A1.

## Einsatz in Apple-Geräten
Der Prozessor kommt in Apples Smartphone iPhone 5s, dem iPad Air und dem iPad mini 2 zum Einsatz, wo er für die Apple A7-CPU einen Großteil der Sensordatenerfassung und -aufbereitung erledigt.
Für dieses Gerät wurde er mit einem kundenspezifischen BGA-Gehäuse mit 30 Anschlüssen sowie einer angepassten Namensgebung versehen. Das Smartphone verwendet einen Beschleunigungssensor, ein Gyroskop und einen Kompass, die an den M7 angeschlossen sind.
Anwendungen kommunizieren über das Core Motion API des Betriebssystems ab iOS 7 mit dem Chip. Dies erlaubt es beispielsweise Fitness-Apps, die Bewegungen des Benutzers nachzuvollziehen und nachzuverfolgen.

## Relevanz

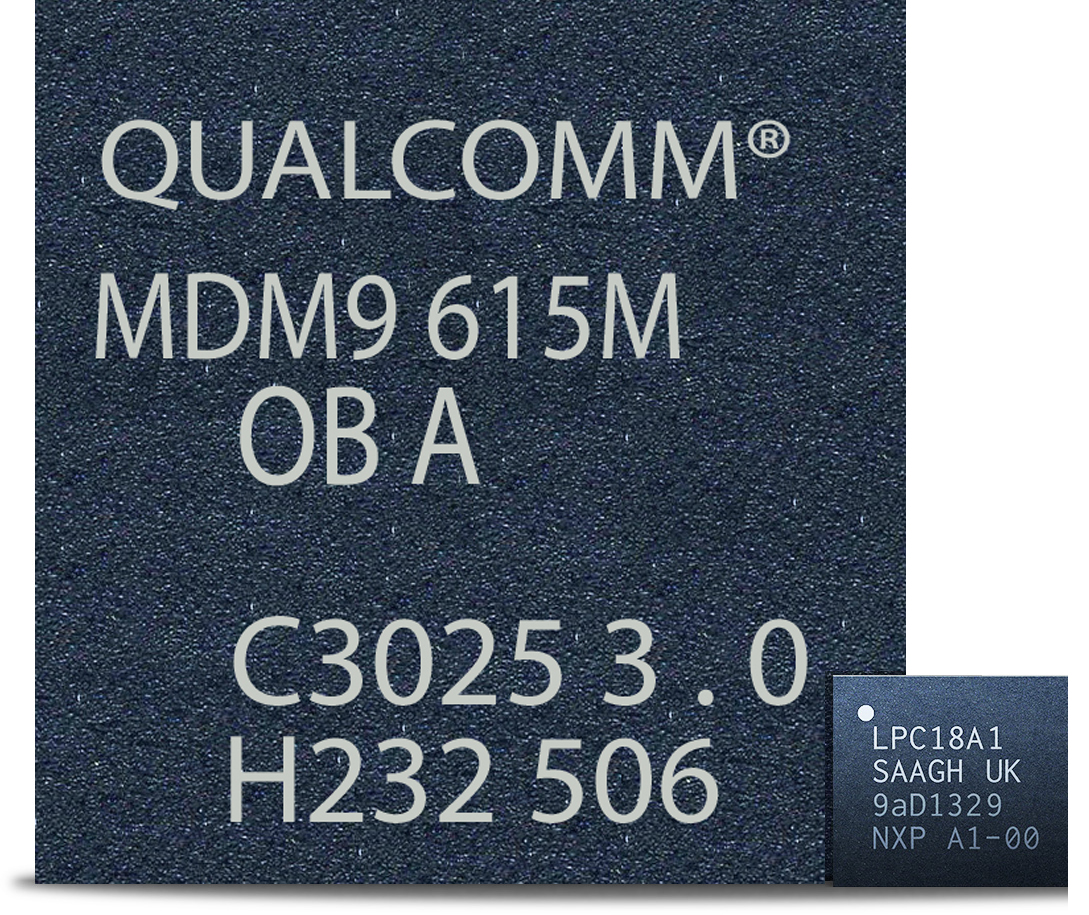
Der Größenvergleich vom Baseband-Chip des iPhone 5s mit dem M7-Koprozessor

Mit der Einführung des A7-SoCs bewarb Apple erstmals konkret einen weiteren Chip auf dem Logic Board eines iOS-Geräts. Auch vor der Einführung des M7 hatten iOS-Geräte bereits Bewegungs-Koprozessoren verbaut, so etwa seit dem ersten iPhone für einen Neigungssensor, seit dem iPhone 3GS für ein Magnetometer und seit dem iPhone 4 für ein Gyroskop. Die Steuerungs-Prozessoren dieser Sensoren waren jedoch nicht auf einem Chip vereint und hatten nicht die Möglichkeit wie der M7 im Standby des iPhones, Daten im Hintergrund zu sammeln und die CPU zu entlasten. Verglichen mit anderen Chips neben den Samsung SoCs ist der M7 weniger relevant für den korrekten Betrieb des iPhones. Der Qualcomm Baseband-Prozessor beispielsweise, welcher für die Telefonie und die Internetverbindung zuständig ist, übertrifft den M7 in Komplexität und Chipgröße bei weitem und ist aufgrund seiner Funktion nach dem SoC der wichtigste Chip in einem iOS-Gerät mit Modem.